# 阿尔邦 (上加龙省)
阿尔邦（法語：Arbon，法語發音：[aʁbɔ̃]）是法国上加龙省的一个市镇，属于圣戈当区。

## 地理
阿尔邦（43°0'2"N, 0°44'49"E）面积4.47 平方千米，位于法国奧克西塔尼大區上加龙省，该省份为法国西南部内陆省份，西南端与西班牙接壤，自此顺时针与上比利牛斯省、热尔省、塔恩-加龙省、塔恩省、奥德省和阿列日省接壤。
与阿尔邦接壤的市镇（或旧市镇、城区）包括：伊佐德洛泰勒、卡佐努、瑞泽迪佐、马尔沃济。

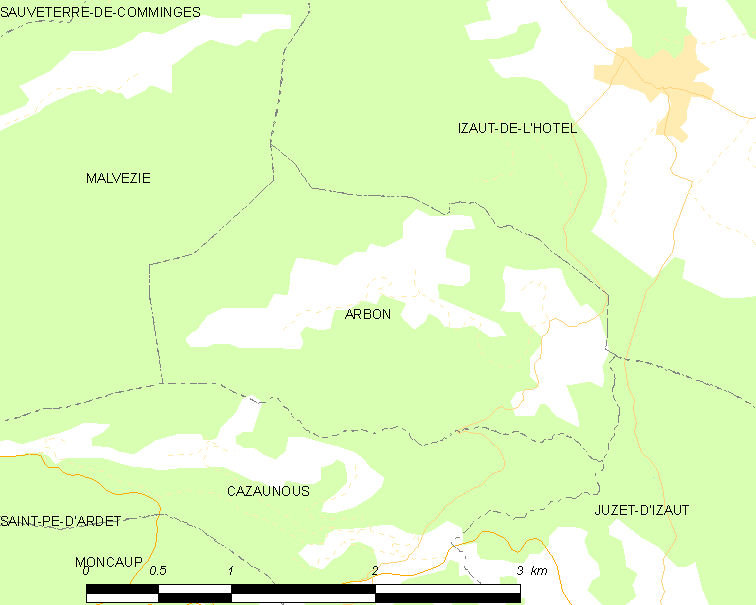
的OSM定位图

阿尔邦的时区为UTC+01:00、UTC+02:00（夏令时）。

## 行政
阿尔邦的邮政编码为31160，INSEE市镇编码为31012。

## 政治
阿尔邦所属的省级选区为巴涅尔德吕雄县。

## 人口

1962-2008年间人口变化图示

阿尔邦于2022年1月1日时的人口数量为94人。